# Шелоумов, Пётр Михайлович
Пётр Миха́йлович Шелоу́мов  (21 июня 1882 — 20 августа 1952, Москва) — российский, эстонский и советский инженер, изобретатель, профессор, директор машиностроительного завода «Франц Крулль» в 1928—1942 годах.

## Биография

### Россия
Пётр Михайлович Шелоумов родился в Елатьме 21 июня 1882 года. Родители дали ему имя в честь Петра Великого. Отец, Михаил Григорьевич Шелоумов (1843—1915), в детстве работал разносчиком в купеческих лавках, затем стал приказчиком, потом открыл собственную лавку и также заведовал церковной лавкой. От первого брака у Михаила Григорьевича было 5 детей, от второго — 10; матерью Петра была его вторая жена — Мария Семёновна Суворова (1857—1947). В 1894 году семья Михаила Григорьевича поселилась в собственном доме в Елатьме (улица Свердлова, дом 7).
Пётр окончил с золотой медалью елатомскую гимназию. После окончания Петербургского технологического института получил степень магистра и стал одним из инженеров, проектировавших мост Петра Великого в Санкт-Петербурге. В 1911 году был направлен в командировку на машиностроительные заводы Европы и Америки. В 1917—1918 годах был профессором Петроградского технологического института.

### Эстония

#### Развитие сланцевой промышленности
В 1919 году Пётр Шелоумов эмигрировал из революционного Петрограда в Эстонию, где начал активную деятельность как на академическом поприще и в промышленном производстве, так и в общественной жизни.
После окончания Первой мировой войны в Эстонской Республике началось восстановление экономики, развивалась промышленность. В эти сложные годы высокообразованный, опытный инженер и уже известный учёный Шелоумов много работал, отдавал свои знания для развития возникшей в Эстонии новой отрасли — добычи горючего сланца, поддерживал своих соотечественников. Он не выступал ни за «красных», ни за «белых», не поддерживал и противников эстонского президента Константина Пятса, которых тогда в стране было немало.
Ещё в 1916 году из Петрограда в Эстляндскую губернию для изучения её запасов горючего сланца и возможности их использования в качестве топлива был направлен геолог Николай Фёдорович Погребов. В 1916 году в Кохтлаской и Ярвеской волостях был построен первый сланцевый карьер, началось пробное производство. Это стало основой создания местной сланцевой промышленности, а также толчком к развитию города Кохтла-Ярве.
Революция и гражданская война приостановили создание сланцедобычи, но в независимой Эстонии сланец стал основным видом топлива для промышленного производства. Стремительно росли объёмы добычи, продолжались геологические исследования, был запущен испытательный завод. Однако тогдашние печи термической перегонки были малопроизводительными. И в 1927 году инженеры М. С. Кулжинский и П. М. Шелоумов спроектировали новый тип тоннельной печи по перегонке сланцевого масла, что потребовало масштабных технологических и теплотехнических расчётов. Шелоумову и Кулжинскому удалось решить сложную задачу и создать самое современное на тот момент оборудование. Полученное сланцевое масло было очень хорошего качества, и жидкое топливо стало важной статьёй эстонского экспорта. Сланцевая промышленность привлекла в Эстонию иностранный капитал.
При проектировании сланцеперегонного оборудования П. Шелоумов и его коллектив сделали много изобретений и открытий. В 1931 году на организованной в Таллине выставке в патентном регистре более трети всех запатентованных изобретений принадлежали русским специалистам. Регистр насчитывал полсотни лиц с русскими фамилиями, в их числе был и Пётр Шелоумов. Эти люди обеспечили создание эстонской промышленности.

#### Преподавательская работа и общественная деятельность
В 1920-х годах отсутствие денежных средств не позволяло местной русской молодёжи обучаться в эстонских и европейских учебных заведениях. Пётр Шелоумов был в числе основателей и преподавателей Русских высших политехнических курсов в Таллине (1922—1940), давших ей возможность получить в Эстонии инженерно-техническое образование. Продолжительность учёбы на этих курсах составляла 6 лет. Учебная работа велась по вечерам, днём студенты и преподаватели работали, зачастую на заводах и фабриках. Из-за небольшой платы за обучение преподаватели читали лекции бесплатно. При курсах была возможность получить и средне-техническое образование. По инициативе профессора Шелоумова была также организована продовольственная помощь тем, кто участвовал в организации этих курсов; помогали и учебным заведениям, в том числе гимназии для русских эмигрантов в Нарве.
С 1920 года Пётр Шелоумов являлся членом правления Русской академической группы, с 1928 года — её казначеем.

#### Инженерно-техническая работа
В 1928 году Пётр Шелоумов стал техническим директором одного из крупнейших машиностроительных предприятий Эстонии — завода «Францъ Крулль». В 1930-х годах на заводе стали производить малые сельскохозяйственные агрегаты для эстонских земледельцев. Машины завода Крулля, спроектированные Петром Шелоумовым, завоёвывали золотые медали на республиканских и международных выставках. В эти же годы завод начал выпуск паровозов типа СК. Их производство продолжалось до начала Второй мировой войны. При заводе была создана лаборатория, что в то время было ещё большой редкостью в Эстонии.
Пётр Шелоумов был членом правления Ревельского союза инженеров, автором проекта памятника воинам Северо-Западной армии, который был открыт в Азери 3 октября 1926 года (был сооружён по народной подписке, представлял собой каменный обелиск с крестом, разрушен НКВД в 1940 году, на его месте сейчас подъездная дорога; в ноябре 1996 года неподалёку был установлен памятный камень с изображением 8-конечного православного креста и надписью «Братьям-воинам Северо-Западной армии, жизнь за спасение России положившим 1918–1920»).

### СССР
После 1940 года Пётр Шелоумов не был репрессирован, как многие его соотечественники, он успешно продолжил работу и при новой власти. Шелоумов не занимался политикой, и, возможно, поэтому остался в живых при существующем режиме. После национализации завода Франца Крулля Пётр Шелоумов стал его директором. С 1943 года он — начальник технического отдела Главгазтоппрома в Москве, с 1945 года — профессор Московского института химического машиностроения.
После войны поставки угля из Германии прервались, и возникла острая необходимость снабжать газом Ленинград. Это было решено сделать на базе эстонского горючего сланца. Основой этого проекта стали многие открытия, идеи и технические разработки Петра Шелоумова, что оставило большой след в экономической жизни маленького государства. Были модернизированы три довоенных сланцевых шахты — в Кохтла, Кява и Кукрузе – и введены в строй шесть новых предприятий в Йыхви, Сомпа, Эреда, Ахтме и Вийвиконна. Таким образом была создана мощная сырьевая база. В Кохтла-Ярве был построен новый сланцеперерабатывающий комбинат, на котором из сланца получали сланцевый газ. Для его поставок в Ленинград была проведена специальная газовая труба. Большая потребность сланцевого комплекса в энергии повлекла за собой возведение в регионе Кохтла-Ярве трёх теплоэлектростанций.
Где бы ни работал Петр Михайлович, в обращении со служащими и рабочими всегда был прост, скромен, корректен, никогда не подчеркивал своего «начальственного» положения.
Умер в Москве после кратковременной, тяжёлой болезни 20 августа 1952 года.